# گونکان‌ماکی

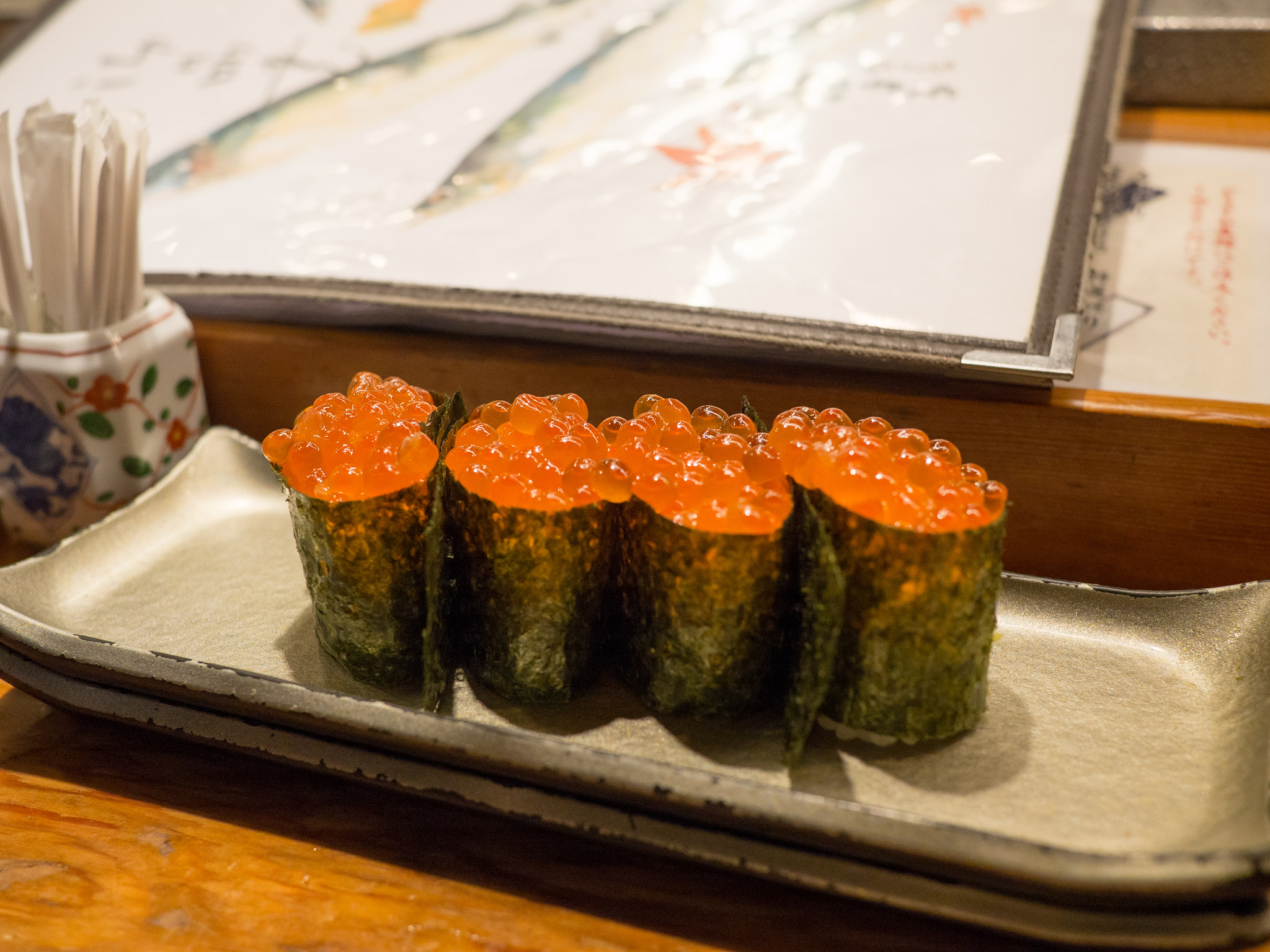
ایکورا گونکان‌ماکی

گونکان‌ماکی (به ژاپنی: 軍艦巻 gunkan_maki) یک نوع سوشی است که ابتدا سومشی یا برنج سرکه زده در نوار پهنی از جلبک دریایی کاغذ مانندی به نام نوری پیچانده می‌شود و سپس مواد بر روی آن گذاشته می‌شوند. ظاهر سوشی به یک کشتی‌جنگی شباهت دارد و به همین خاطر کشتی جنگی یا گونکان 
(به ژاپنی: 軍艦 gunkan) نامیده می‌شود. ماکی معنی پیچانده شده یا رول دارد.

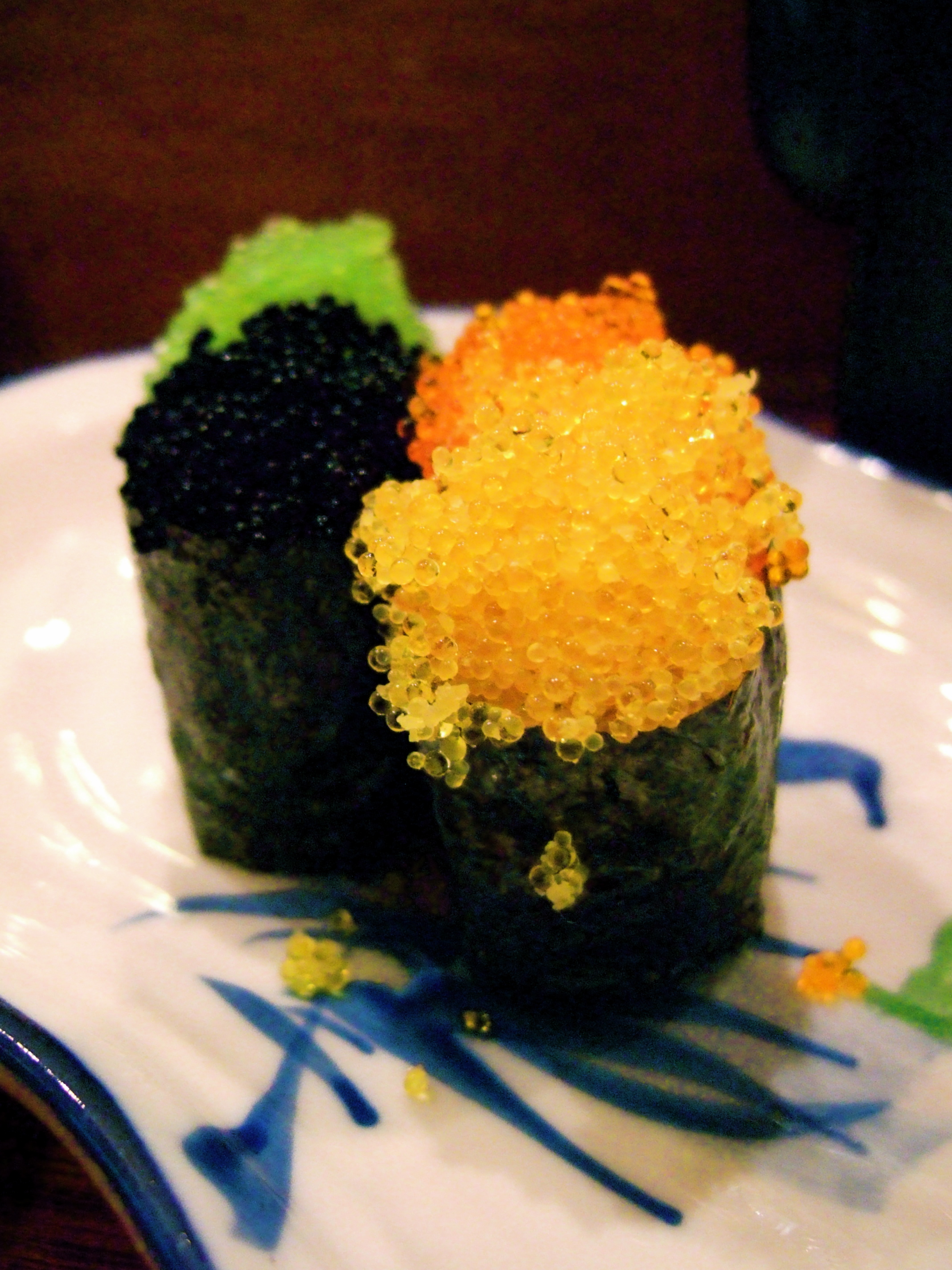
گونکان‌ماکی